# Ponta Delgada (Madeira)
Ponta Delgada je obec na severním pobřeží Madeiry patřící do okresu São Vicente. V roce 2001 měla 1325 obyvatel.[zdroj?] Z jižní strany obce jsou hory, ze severu Atlantský oceán. Obyvatelstvo se živí rybolovem a zemědělstvím.

## Historie
První osadníci se zde objevili již po roku 1466.[zdroj?] Zdejší farní kostel prošel řadou přestaveb, ale 12. července 1908 vyhořel.[zdroj?] Dnešní vzhled kostela je z roku 1910.[zdroj?] V kostele se již od roku 1577 koná vždy první neděli v září náboženská slavnost a pouť.[zdroj?]

## Hospodářství
Obyvatelstvo se živí rybolovem a zemědělstvím. Zdejší úrodná půda produkuje ovoce, zeleninu a víno.[zdroj?] V minulosti to byla i cukrová třtina dodávaná lihovarům a cukrovarům, jejíž pěstování vytlačila levnější třtina jihoamerická.[zdroj?]

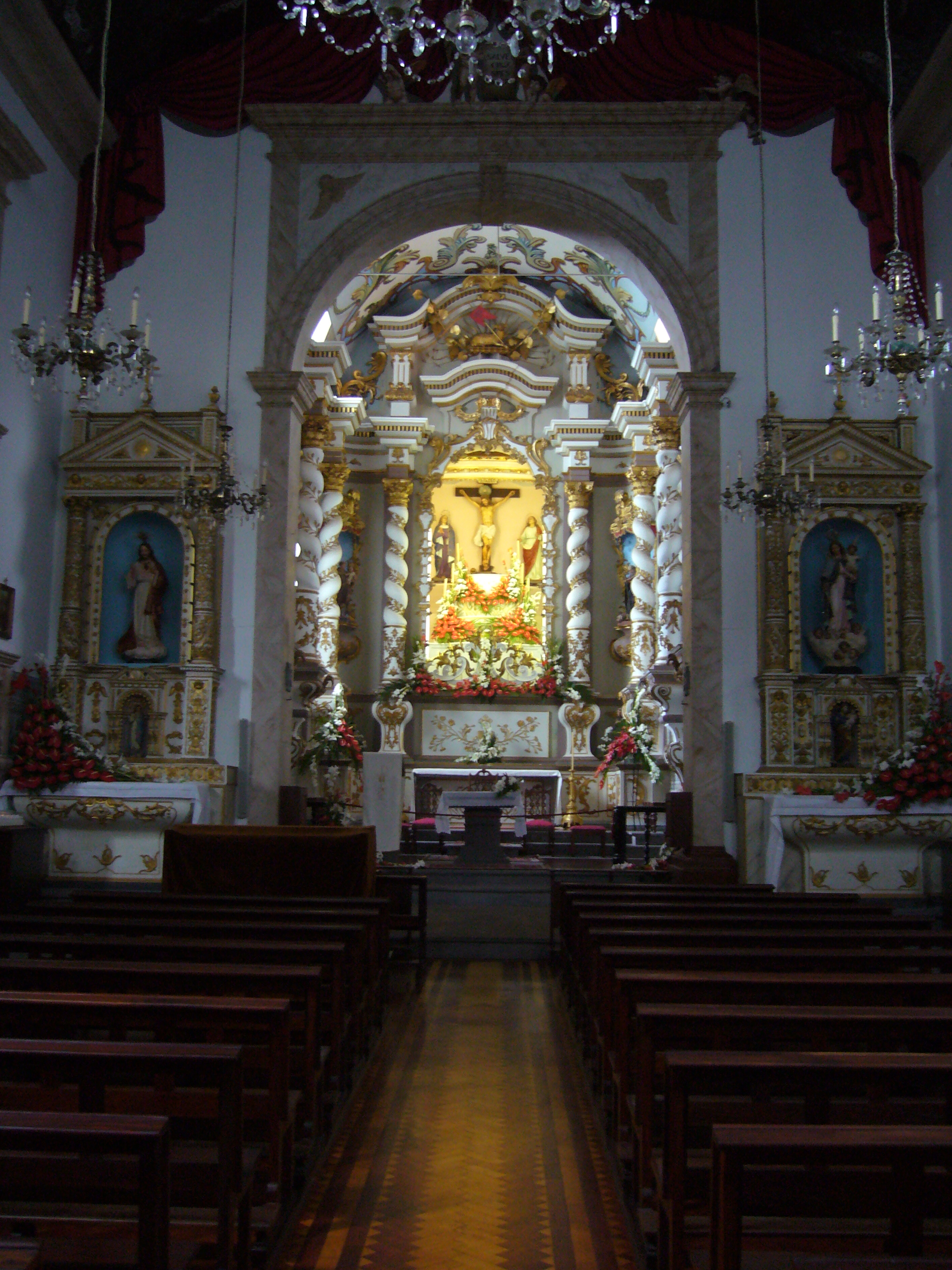
Interier kostela v Ponta Delgada